# Первомайська сільська рада (Янаульський район)
Первома́йська сільська рада (рос. Первомайский сельский совет) — муніципальне утворення у складі Янаульського району Башкортостану, Росія. Адміністративний центр — село Сусади-Ебалак.

## Населення
Населення — 1219 осіб (2019, 1501 в 2010, 1684 в 2002).

## Склад
До складу поселення входять такі населені пункти:
| Населений пункт            | Населення, осіб (2002) | Населення, осіб (2010) |
| -------------------------- | ---------------------- | ---------------------- |
| Андрієвка, присілок        | 41                     | 25                     |
| Зайцево, село              | 392                    | 315                    |
| Ірдуган, присілок          | 209                    | 221                    |
| Костино, присілок          | 183                    | 158                    |
| Новий Сусадибаш, присілок  | 124                    | 87                     |
| Старий Сусадибаш, присілок | 180                    | 172                    |
| Сусади-Ебалак, село        | 366                    | 402                    |
| Татаркино, присілок        | 4                      | 0                      |
| Чераул, село               | 185                    | 121                    |